# Rubén de la Red
Rubén de la Red Gutiérrez (Madrid, 5 de junio de 1985) es un 
exfutbolista y entrenador español. Su posición es la de centrocampista y sus equipos profesionales fueron Real Madrid Club de Fútbol y Getafe Club de Fútbol, de la primera división de España. Fue internacional con la selección española de fútbol, con la que ganó la Eurocopa 2008. Se retiró de la práctica del fútbol a los 25 años de edad debido a una enfermedad cardíaca aún sin diagnosticar.

## Trayectoria
Sus primeros pasos los dio en el CP Jorge Guillén, en el que fue campeón de la liga prebenjamín de fútbol sala. Posteriormente se trasladó a Arroyomolinos (Madrid), donde estudió en el CP El Torreón de esta localidad y comenzó a destacar en equipos locales.
Se incorporó al Real Madrid en la categoría de benjamín, aunque un año después tuvo que marcharse por no cumplir con las expectativas al Club Deportivo Móstoles. Tras una gran temporada, el Real Madrid volvió a interesarse en el jugador y lo recuperó. 
Como juvenil maravilló al que por entonces era el entrenador de esta categoría en el club, Quique Sánchez Flores, que intentó llevárselo consigo al Getafe C.F. El jugador permaneció en el equipo blanco, alternando sus actuaciones entre el primer equipo y el filial, el Real Madrid Castilla. 
En el mercado de invierno de la temporada 2006/07 estuvo a punto de dejar el club blanco en calidad de cedido, con rumbo al Real Zaragoza. A última hora el club blanco decidió que permaneciera en Madrid, consolidándose desde entonces en el primer equipo. Se estrenó goleando con el primer equipo en la Copa del Rey en el partido que enfrentó al Real Madrid contra el Écija Balompié, con resultado de 5-1. Rubén de la Red marcó el último tanto.
El 31 de agosto de 2007 fue cedido al Getafe CF y repescado al finalizar una gran temporada realizada por el mediocentro madrileño tanto en liga como en competición europea, siendo pieza clave junto al también madridista Esteban Granero. Esta temporada finalizó de manera excelente tras proclamarse con la selección española de fútbol campeón de la Eurocopa.
El pasado 15 de diciembre de 2022 fue presentado como "Jugador 12" del equipo Ultimate Móstoles, equipo perteneciente a la Kings League.
La modalidad de juego de este equipo es Futbol 7 y el rol de Rubén será "Jugador 12" que significa que es un jugador "profesional" elegido explícitamente por el presidente DJ Mario con un peso importante en la plantilla del equipo.
Desvanecimiento
El día 30 de octubre de 2008, mientras jugaba el partido de ida de la primera eliminatoria de Copa del Rey contra el Real Unión Club de Irún, De la Red cae desplomado al suelo a causa de un síncope y es trasladado desde el Stadium Gal hasta hospital General de Bidasoa, donde le realizan diversas pruebas y pasa la noche en observación. Al día siguiente recibe el alta médica y regresa a Madrid, donde permanece de baja indefinida mientras le realizan nuevas pruebas médicas, hasta que los servicios médicos concluyen sus investigaciones sobre las causas del desvanecimiento.
El día 18 de noviembre, el entonces presidente del Real Madrid, Ramón Calderón, confirmó en una entrevista en la cadena Ser que el jugador sufría un problema cardíaco del que estaba siendo tratado por los médicos del club, aunque al día siguiente desmintió sus palabras a través de un comunicado en la página web oficial del club. Finalmente, el 12 de diciembre, el club anunció la baja definitiva del jugador para toda la temporada, puesto que los médicos no podían garantizar que pudiera jugar sin sufrir ningún otro percance.
La última semana de abril de 2009 fue nuevamente hospitalizado para realizarse unas pruebas diagnósticas; en el transcurso de una biopsia sufrió una complicación que hizo necesario su ingreso en la UCI. Tras superar la crisis permaneció en observación durante varios días. Esa debía ser la última prueba a la que se sometiese para obtener un diagnóstico definitivo. El día 30 de junio de 2009 el club anuncia que el jugador no sería inscrito en la siguiente campaña, al no estar resueltas las dudas sobre su estado físico. Mientras tanto, el jugador asume funciones en el organigrama del club.
El 14 de enero de 2010, la entidad madridista anunció a Rubén que comenzaría con los trámites para darle la invalidez pero, el 17 de marzo, la Seguridad Social se la denegó alegando que el deportista estaba capacitado para jugar al fútbol.
Finalmente, el 4 de noviembre de 2010, el jugador anunció su retirada como futbolista profesional y pasó a formar parte del cuerpo técnico, como segundo entrenador del primer equipo juvenil.

## Selección nacional
De la Red fue internacional con la selección española sub-19, con la que ganó el Europeo de 2004. Debutó con la selección sub-21 el 17 de mayo de 2006, en un partido ante Dinamarca en Brøndby. 
En marzo de 2008 fue convocado por primera vez por la selección absoluta de España, en vistas a un partido amistoso ante Italia, aunque finalmente se quedó en el banquillo y no llegó a debutar.
El día 17 de mayo de 2008 fue convocado para la Eurocopa de dicho año con la selección española, el único torneo que disputó como internacional absoluto. Antes de la cita se produjo su debut en un partido amistoso contra la selección peruana, el 31 de mayo, y marcó su primer gol y único gol con la absoluta el 18 de junio, ya en la Eurocopa, en un partido frente a la selección griega (1-2) correspondiente a la fase de grupos. El 29 de junio, ganó la Eurocopa al vencer a Alemania por 0-1, pese a que él no disputó ningún minuto en el partido final.

## Entrenador
El 20 de octubre de 2015 es presentado como nuevo entrenador del filial del Getafe C.F..

## Estadísticas

### Clubes
| Club                             | Temporada                        | Div.                             | Liga  | Liga  | Copas | Copas | Internacional | Internacional | Total | Total | Media goleadora |
| Club                             | Temporada                        | Div.                             | Part. | Goles | Part. | Goles | Part.         | Goles         | Part. | Goles | Media goleadora |
| -------------------------------- | -------------------------------- | -------------------------------- | ----- | ----- | ----- | ----- | ------------- | ------------- | ----- | ----- | --------------- |
| Real Madrid Castilla C. F.       | 2004-05                          | 2.ª B                            | 33    | 5     | —     | —     | Inaccesibles  | Inaccesibles  | 33    | 5     | 0.15            |
| Real Madrid Castilla C. F.       | 2005-06                          | 2.ª                              | 34    | 6     | —     | —     | Inaccesibles  | Inaccesibles  | 34    | 6     | 0.18            |
| Real Madrid C. F.                | 2005-06                          | 1.ª                              | 3     | —     | —     | —     | 2             | —             | 5     | 0     | 0               |
| Real Madrid Castilla C. F.       | 2006-07                          | 2.ª                              | 28    | 3     | —     | —     | Inaccesibles  | Inaccesibles  | 28    | 3     | 0.11            |
| Total Real Madrid Castilla C. F. | Total Real Madrid Castilla C. F. | Total Real Madrid Castilla C. F. | 95    | 14    | 0     | 0     | 0             | 0             | 95    | 14    | 0.15            |
| Real Madrid C. F.                | 2006-07                          | 1.ª                              | 7     | —     | 2     | 1     | 1             | —             | 10    | 1     | 0.10            |
| Getafe C. F.                     | 2007-08                          | 1.ª                              | 31    | 2     | 7     | 3     | 11            | 2             | 49    | 7     | 0.14            |
| Real Madrid C. F.                | 2008-09                          | 1.ª                              | 7     | 1     | 3     | 1     | 1             | —             | 11    | 2     | 0.18            |
| Real Madrid C. F.                | 2009-10                          | 1.ª                              | —     | —     | —     | —     | —             | —             | 0     | 0     | 0               |
| Real Madrid C. F.                | 2010-11                          | 1.ª                              | —     | —     | —     | —     | —             | —             | 0     | 0     | 0               |
| Total Real Madrid C. F.          | Total Real Madrid C. F.          | Total Real Madrid C. F.          | 17    | 1     | 5     | 2     | 4             | 0             | 26    | 3     | 0.12            |
| Total carrera                    | Total carrera                    | Total carrera                    | 143   | 17    | 12    | 5     | 15            | 2             | 170   | 24    | 0.14            |
| 1. 2. 3.                         |                                  |                                  |       |       |       |       |               |               |       |       |                 |

## Palmarés

### Campeonatos nacionales
| Título             | Club              | Año  |
| ------------------ | ----------------- | ---- |
| Campeonato de Liga | Real Madrid C. F. | 2007 |
| Supercopa          | Real Madrid C. F. | 2008 |

### Campeonatos internacionales
| Título           | Equipo *        | Año  |
| ---------------- | --------------- | ---- |
| Europeo (sub-19) | España (sub-19) | 2004 |
| Eurocopa         | España          | 2008 |